# Catherine Siachoque
María Alexendra Catherine Siachoque Gaete Varoni  plus connue sous le nom de Catherine Siachoque (née le 21 février 1972 à Bogotá en Colombie) est une actrice et mannequin colombienne. Elle est mariée depuis 1997 avec Miguel Varoni.

## Carrière
Catherine Siachoque a signé un contrat avec Telemundo depuis 1998. Elle participe à plusieurs télénovelas comme Amantes del desierto, La venganza (en), Tierra de Pasiones, Pecados ajenos, La casa de al lado où elle joue des rôles d'antagoniste aux côtés de Maritza Rodríguez, Gabriela Spanic et Danna García entre autres. En 2008, elle remporte le rôle de co-vedette pour son personnage d'Hilda Santana dans la telenovela Sin senos no hay paraíso en compagnie de Carmen Villalobos, Fabián Ríos et Maria Fernanda Yépes. En 2010, elle interprète le rôle antagoniste Cécilia Altamira dans ¿Dónde está Elisa? aux côtés de Sonya Smith, Gabriel Porras, Jorge Luis Pila et Roberto Mateos.
En 2011, elle interprète Ignacia Conde Spencer dans La casa de al lado aux côtés de Maritza Rodríguez, Gabriel Porras, David Chocarro, Ximena Duque, Daniel Lugo (en) et Miguel Varoni.
En 2014, elle revient après trois ans d'absence pour jouer dans une nouvelle telenovela intitulée Reina de corazones où elle interprète Estefanía Hidalgo aux côtés de Paola Núñez, Eugenio Siller et Juan Soler.
En 2016, elle reprend son rôle d'Hilda Santana dans Sin senos sí hay paraíso, la suite de Sin senos no hay paraíso.
En 2022, elle joue dans la seconde saison de Sombre désir.

## Vie personnelle
Elle est mariée à l'acteur Miguel Varoni, qui est son partenaire dans plusieurs télénovelas.

## Filmographie
| Année        | Titre                                                      | Rôle                             | Notes                                                               |
| ------------ | ---------------------------------------------------------- | -------------------------------- | ------------------------------------------------------------------- |
| 1994         | Mambo                                                      |                                  |                                                                     |
| 1995         | Sobrevivir                                                 |                                  |                                                                     |
| 1996         | La sombra del deseo                                        |                                  |                                                                     |
| 1997         | Las Juanas                                                 | Juana Caridad                    |                                                                     |
| 1998         | La sombra del arco iris                                    | Silvia Stella Graniani           |                                                                     |
| 1999         | La guerra de las Rosas                                     | Rosa Emilia Carrillo             |                                                                     |
| 2001         | Amantes del desierto                                       | Micaela Fernández                |                                                                     |
| 2002-2003    | La venganza (en)                                           | Grazzia Fontana                  |                                                                     |
| 2004-2005    | Te voy a enseñar a querer (en)                             | Deborah Buenrostro               |                                                                     |
| 2005-2007    | Decisiones (en)                                            | Alma Gabriela / Mariana Valencia | Épisode: "Marcada para siempre" Épisode: "Todo queda en la familia" |
| 2006         | Tierra de Pasiones                                         | Marcia Hernández                 |                                                                     |
| 2007-2008    | Pecados ajenos                                             | Inés Vallejo                     |                                                                     |
| 2008-2009    | Sin senos no hay paraíso                                   | Hilda Santana Flores             |                                                                     |
| 2010         | ¿Dónde está Elisa?                                         | Cecilia Altamira                 |                                                                     |
| 2011-2012    | La casa de al lado                                         | Ignacia Conde                    | Rôle principal (131 épisodes)                                       |
| 2014         | Reina de corazones                                         | Estefanía Pérez                  |                                                                     |
| 2016-2019    | Sin senos sí hay paraíso (Catalina) / El final del paraíso | Hilda Santana                    |                                                                     |
| 2022         | Sombre désir                                               | Lys Antoine                      |                                                                     |
| 2024-présent | La Mujer de mi vida                                        | Marcela Jiménez Mello            |                                                                     |